# 狩野安信

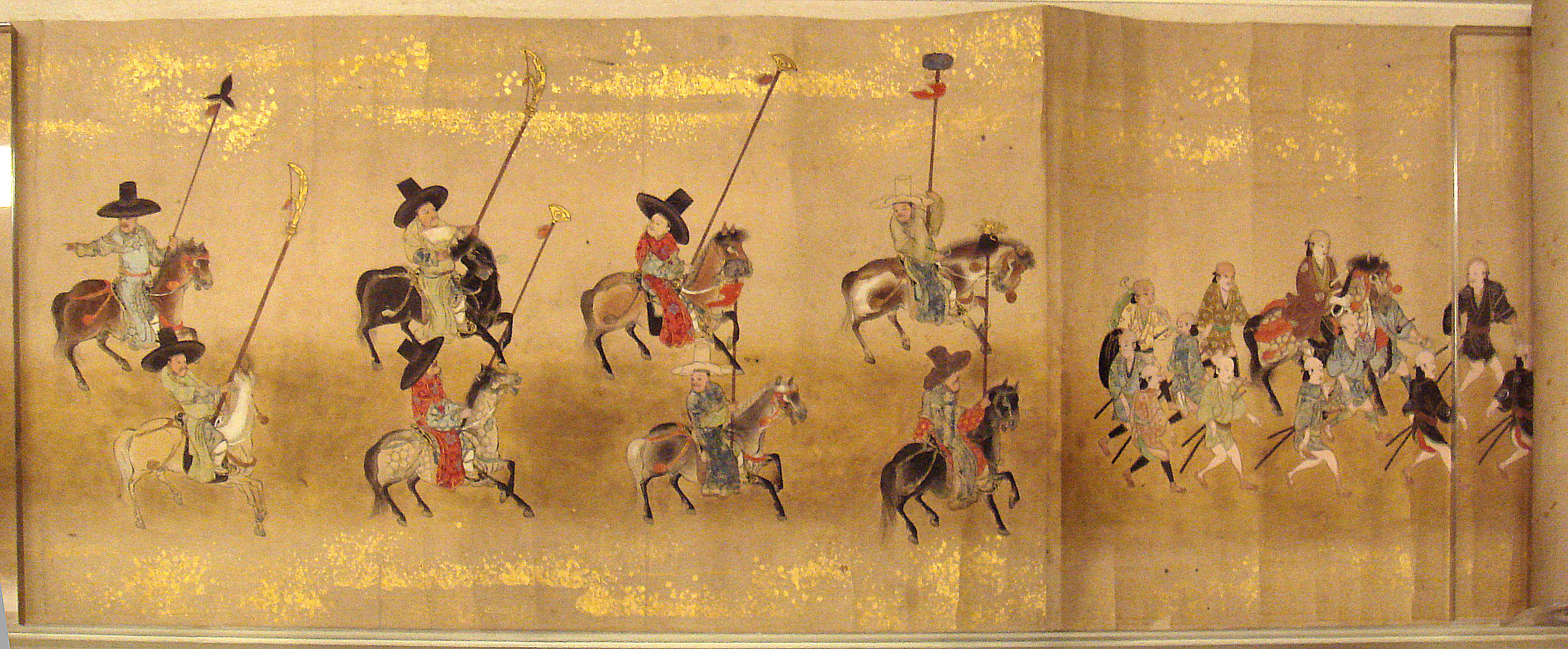
「朝鮮通信使」大英博物館蔵、承応4年（1655年）

狩野 安信（かのう やすのぶ、慶長18年12月1日（1614年1月10日） - 貞享2年9月4日（1685年10月1日））は、江戸時代の狩野派（江戸狩野）の絵師である。通称は四郎次郎、源四郎、右京進、号は永真、牧心斎。狩野孝信の三男で探幽、尚信の弟。妻は狩野長信の娘、子に狩野益信室、狩野常信室、時信、親信。狩野宗家の中橋狩野家の祖。英一蝶は弟子に当たる。

## 生涯
父は狩野孝信、母は佐々成政の娘。探幽・尚信は兄で、姉妹は狩野信政、神足高雲（常庵）に嫁いだ。また狩野寿石は甥（大甥とも）、久隅守景の妻国は姪、江戸幕府3代将軍徳川家光の正室（御台所）鷹司孝子は母方の従姉に当たる。
幼少期は父に頼まれた狩野興以に2人の兄と共に絵の教育を受けたという。
元和9年（1623年）、危篤に陥った従兄で宗家当主の狩野貞信には子供がいなかったため、一門の重鎮に当たる狩野長信（貞信と安信の大叔父）と狩野吉信の話し合いの結果、当時10歳であった安信を貞信の養子として彼の死後惣領家を嗣ぐこと、次兄尚信が父の家を継ぐことが決められた（長兄探幽は6年前の元和3年（1617年）に別家）。また、長信の娘は安信へ嫁いだ。
寛永3年（1626年）の二条城障壁画制作で行幸御殿の中の帳台の間を担当し帝鑑図障壁画を描き、序列は幼いことから5位になっている。寛永9年（1632年）の台徳院霊廟装飾の画工に選ばれた時の序列は1位だったが、寛永11年（1634年）の名古屋城上洛殿の障壁画制作に参加せず探幽が制作、寛永13年（1636年）に日光東照宮装飾を担当した狩野派の7人の絵師の中では最下位の7位に下落した。理由は不明だが、台徳院霊廟装飾の仕事が不調に終わったため代わって探幽が幕府建築装飾の責任者に選ばれたのではないかとされている。寛永19年（1642年）・明暦元年（1655年）・寛文2年（1662年）の3度に渡る内裏障壁画制作と万治2年（1659年）の江戸城本丸御殿障壁画制作にも参加したが、いずれも探幽の下での活動であり、寛永19年の内裏障壁画制作では後盾になっていた舅長信が探幽に遠ざけられた。制作の画料でも差が付いていて、明暦元年の内裏障壁画制作の画料は探幽が3割増しなのに対し安信は2割増しだった。
そうした中で正保2年（1645年）に後水尾上皇の依頼で制作した『猿猴図』は、探幽の『白衣観音図』・尚信の『猿猴図』と共に作られた3幅対の合作で、相国寺に寄進され現存している。慶安3年（1650年）に尚信が急死すると探幽と協力することが増え、明暦元年の内裏障壁画制作に当たり、相国寺の別々の塔頭を工房に使用した（探幽は開山堂、安信は鹿苑院）。また制作に際して画料の基準を明確に定めるよう探幽共々幕府の奉行に交渉、明暦3年（1657年）に探幽との連署で絵所奉行永井直清へ出した画料の報告書が現存している。朝鮮通信使へ贈る朝鮮国王への献呈屏風（贈朝屏風）も明暦元年の制作では探幽ら一門と共に制作、万治2年に探幽と共に4代将軍徳川家綱に揮毫（席画）を披露する御絵始を務め、以後例年行事として参加した。寛文2年に探幽と同時に僧位を叙され、探幽は法印、安信は法眼に叙された。
一方、探幽や安信と親交があった鳳林承章の日記『隔蓂記』の明暦2年（1656年）3月9日条では、息子の時信を連れて後水尾法皇の御前で揮毫をする名誉を得たことが書かれている。これ以後は時信との合作も作られ、寛文2年以降の作品と推測されるチェスター・ビーティ・ライブラリー蔵『三十六歌仙画帖』は時信との合作であり4図を制作（安信の款記（署名）に寛文2年に叙された法眼の僧位が記されている）、寛文4年から5年（1664年 - 1665年）制作と推測される松井文庫蔵『百人一首画帖』も時信や一族との合作で、表裏1冊の画帖の表側と時信と一緒に担当、25図を描いた（裏は婿の狩野益信・狩野常信が担当）。この2作は細密・濃彩による江戸狩野の大和絵で表し、先に狩野派が制作した同名の作品の図様を採用しつつも、それに依拠しない安信・時信独自の新機軸も示されている。かたや探幽・益信・常信らとの合作で寛文5年頃制作とされる別の百人一首画帖も確認され、仙台藩伊達氏による旧蔵本が現存している。万治2年の江戸城障壁画制作と寛文2年の内裏障壁画制作でも時信と協力、寛文4年に出雲大社へ時信と共に複数の作品を寄進したことが確認されている。
寛文13年（延宝元年・1673年）制作とされる『牛馬図』は一門が安信の還暦祝いで制作したと推測され、36人もの絵師が一幅にそれぞれ牛・馬を描いた双幅の大作となった。安信は探幽と共に上段で牛・馬を描き、上から安信・探幽の近親、表絵師、大名家御用絵師の絵が並び、作風は探幽か安信の様式、どちらとも言えない独自様式の絵が散りばめられた作品である。探幽様式は探幽の息子で安信の甥探信・探雪兄弟と益信・常信ら11人、安信様式は長男時信・次男親信ら13人、独自様式は表絵師や探幽の弟子久隅守景を含む12人に分類されている。
延宝3年（1675年）の内裏障壁画制作では、狩野派の棟梁同然の立場である触頭（頭取）となり、筆頭絵師にのみ描くのを許された賢聖障子を描き、前年の延宝2年（1674年）に探幽が亡くなったこともあり、探幽亡き後の鍛冶橋家は弱体化し主導権は安信の中橋家に移り、62歳にしてようやく名実ともに狩野家筆頭の地位を得た。天和2年（1682年）の贈朝屏風も触頭として一門と共に制作を担当した。しかしこの間延宝6年（1678年）に時信に先立たれてしまったため（親信も寛文13年に死去）、孫で時信の子主信を跡取りとし、後事を有力な弟子・狩野昌運に任せて貞享2年（1685年）に亡くなった。享年73。
菩提寺は東京都大田区池上の池上本門寺。位牌は妻や子、長信らと合わせられている。

## 探幽との関係
伝存する作品を兄たちと比べると画才に恵まれていたとは言えず、探幽から様々な嫌がらせを受けたようである。『古画備考』所載で昌運が記した「昌運筆記」と、安信の甥に当たる探幽の息子探信の弟子木村探元が記した『三暁庵雑志』では、探幽が安信をいじめた逸話が幾つも収録されている。例えばある時、三兄弟が老中から揮毫を描くよう言われた際、探幽が安信に向かって「兄たち妙手が描くのを見ておれ」と命じて筆を執らせなかった。またある時安信が浅草観音堂天井画に「天人・蟠龍図」を描いた際も、「日本の絵でこのような絵を座敷などに飾るものではない」と叱ったと言う。果ては、「安信が宗家を継いだのは、安信が食いはぶれないようにするための探幽の配慮」といった、史実と異なる悪意が込められた話が記されている（安信が宗家を継いだのは長信と吉信の配慮であり史実ではない）。この逸話を取り上げた松木寛は実力よりも血脈が優先する家族制度の矛盾に注目、技量が2人の兄に及ばない安信が宗家当主という立場にあり、実力と格式の対立が狩野派内部に残っていると考え、実質の無い宗家と周囲の人間への苛立ちと怒りが探幽を安信へのいじめに走らせたと推測している。
しかし、探幽が安信を嫌っていたとも言い切れない逸話もある。安信と探幽は年を経ると合作が増えたり、強い結びつきが出来たり、互いに画風や意見の対立があるのを認め合っていた。これは慶安3年の尚信の急死で危機感を抱いた探幽が安信と力を合わせて一門を牽引、結束に心して当たっていた可能性があり、探幽は自身の後半生に安信を重要なパートナーとして見出していたと推測されている。安信も探幽も画家の傍ら絵の鑑定をしていたが、安信が一部を探幽に送り鑑定を持ち込んだことも探幽との繋がりを示している。そもそも、安信は探幽より12歳年下というかなり年の離れた兄弟であり、上記の逸話も歳の離れた手のかかる弟に対する配慮とも取れる。
また、探幽の養子であり、探幽に実子が生まれてからは疎んじられ万治2年に別家・駿河台狩野家を立てた狩野益信や甥の狩野常信に娘を嫁がせ、狩野家の結束を固める策をとっている。この婚姻政策も捉え方が分かれ、松木は探幽への対抗として包囲網形成を図ったと推測、榊原悟は姻戚関係強化（血の団結）で狩野家の存続を図ったと見ている。
そうした探幽のいじめとも取れる指導を受ける中で、安信は画技の研鑽に努めた。明暦元年に普門寺にいる隠元隆琦を訪ね、記室（書記）の独立性易と親しくなり、隠元から法を受け同寺の方丈に襖絵を描く。探幽ら当時の狩野派の絵に隠元ら黄檗僧が着讃した作品は非常に多いが、その中でも安信には黄檗美術の影響を受けたと思われる作品がある。安信は晩年になっても、武者絵を描くためにわざわざ山鹿素行を訪れ、武者装束や武器などの有職故実の教えを受け、朝鮮進物屏風の制作にあたっても素行を訪ねて様々な質問をしたという逸話が残っている。

## 弟子と交友関係
弟子は昌運や英一蝶、狩野宗信、松江藩に仕えた狩野（太田）永雲（稠信（しげのぶ））、狩野清真など。福井藩の御用絵師狩野元昭も弟子に含まれる。また『古画備考』には「門人」とは別に、「門葉」という項目がある。これは、画を生業としてではなく趣味として楽しむために学んだ門跡や大名のことで、徳川光圀や黒田綱政、光子内親王、森川許六ら19名が記されている。
大名とは稲葉正則・松平直矩と交際があり、彼等の日記『永代日記』・『松平大和守日記』に探幽ら一門と共に名前が載っている。加賀藩前田氏との繋がりも深く、藩祖前田利家夫人まつ建立の芳春院で小書院を担当、2代藩主前田利常が建立した瑞龍寺の法堂に天井画『草花図』を描いた。高僧との交際も盛んで、隠元と独立の他に江月宗玩の複数の肖像画を描いたことが確認されている。
儒学者で幕府の御用学者林羅山・鵞峰父子とも関わりがあり、『武州州学十二景図巻』は慶安元年（1648年）の羅山の跋文と探幽・尚信・益信との絵で構成された合作で、寛文8年（1668年）には羅山の次男で鵞峰の弟林読耕斎の肖像画を描いた。林家が発案した新画題に絵を描くこともあり、榊原忠次の依頼で三十六歌仙図になぞらえた『詩客歌仙図屏風』・『中華三十六将図』（詩仙図・武仙図）の制作が決まると絵を担当し詩は羅山父子や公家・禅僧が分担、武仙図は正保2年、詩仙図は慶安元年に完成した。出来上がった両作品は武家・公家の間で流行しただけでなく、寛文5年に家綱の命令で新しい武仙図を描き鵞峰の賛を加えた『本朝三十六将図』を制作、絵入り版本を通じて改題・刊行され一般にも広まり、浮世絵の武者絵にも影響を与えた。鵞峰が賛を書いた絵も見られ、楠木正成の肖像画『楠公図』、正成と弟の楠木正季・息子の楠木正行を描いた3幅対の『楠正成・正季・正行図』がある。

## 画論『画道要訣』
絵画における安信の考え、ひいては狩野派を代表する画論としてしばしば引用されるのが、晩年の延宝8年（1680年）に昌運に筆記させた『画道要訣』である。この中で安信は、優れた絵画には天才が才能にまかせて描く「質画」と、古典の学習を重ねた末に得る「学画」の二種類があり、どんなに素晴らしい絵でも一代限りの成果で終わってしまう「質画」よりも、古典を通じて後の絵師たちに伝達可能な「学画」の方が勝るとしている一方、質画の良さまで否定したわけではなく、「心性の眼を筆の先に徹する」「心画」とも言うべき姿勢をもっとも重視している。ただし、『画道要訣』は出版されておらず、写本で広まった形跡もなく、江戸時代の画論書でも引用されることは殆ど無い事から、中橋狩野家に秘蔵されたと見られ、他の狩野家にすら影響を与えたとは考えづらいことは注意を要する。なお、『画道要訣』の原本は現在不明だが、昭和4年（1929年）に狩野忠信が筆写した写本が現存する。

## 安信の作品と評価
安信は比較的長命で狩野宗家の当主ということもあり、多くの作品が残っているが、粉本をただ丸写ししたかのような、画家自身の個性や表現を重んじる現代では鑑賞に耐えない作品も少なからずある。しかし、その中でも上質な作品を掬い出して見ると、粉本に依拠しつつも丁寧で真面目な描線で、モチーフを的確に構成した「学画」という自身の言葉通りの作品を残している。筆墨による繊細な表現が重要な水墨画を苦手としていたらしく、優品と呼べる作品は少ない。一方、法眼になった寛文2年前後から単調な線質による力強い表現（安信様式）を用いるようになり、時にその単調な筆墨が明快さ、力強さに転化する場合もあり、これらが利点として出やすい人物画に優れた作品が多い。ただし、優品の中でも人物の衣文線がはみ出したり、一つの絵巻や屏風内でも明らかな様式の不統一があるなど、細部がいい加減な点がしばしば見られ、細かい点に拘らない安信の資質が見て取れる。
安信は既に江戸時代から兄達に劣るとする評価が広く見られたが、一方でそれを下手と切り捨てるのではなく、兄2人と別の方向を目指した、努力で補ったとする好意的な解釈も見られる。例えば公家の近衛家熙は尚信を高く評価していたが、安信にもその力量を認めている。『槐記』享保13年（1728年）5月4日条で「安信は下手と言われるが、出来の良い作品は素晴らしい。これは安信が探幽や尚信に及ばないと考え、「己が一家一分の風を書出して」個性を出したからで、これが安信の優れた所である」と記し、享保16年（1731年）6月25日条に「安信は兄には及ばないことを自覚し自分の様式を貫いているが、決して兄二人に劣っていない」と記している。
昌運も師を擁護する文章を残し、「昌運筆記」で探幽に非難された上記の逸話に続いて、中年期の安信の作品が世間でもてはやされたことを記し、実際に京都で狩野元信・狩野永徳・探幽・尚信の絵を見た感想を見事なものだと書いた上で「安信が描いた物もあるが、噂ほどには劣っていないそうだ」と評価、安信が先祖や兄2人に匹敵することを強調している。
蘭方医の杉田玄白も、三兄弟を評した文章を残している。「探幽の縮図を見たことがあるが、その膨大な量、留書の筆まめさ、出来栄えなどから、探幽には才能に加え篤い志のある三、四百年の名人だと感じ入った。尚信・安信は共に上手だが、尚信は才能があるため絵が風流で、例えるなら紗綾縮緬、安信は才能で劣るため雅さがなく絹紬のようだという。前者は良い織物だが、染色が悪くて仕立てが悪いと人前で着れたものではない。対して後者は劣った織物だが、染めや仕立てが上手ければ人前でも着ることができる。安信は絹紬のように下地、即ち先天的な才能では劣っていたが、努力したため兄二人に並ぶ上手となった。安信の絵が雅でなくともそれは恥ではなく、学んだことが結果として表れているのが素晴らしい。今でも識者は安信を目標に絵を学ぶといい、医学を志す者もこうした安信の姿勢こそ見習うべきである」（『形影夜話』）。

## 代表作
| 作品名                                     | 技法         | 形状・員数         | 寸法（縦x横cm）        | 所有者                                   | 年代                              | 落款                       | 印章                                     | 文化財指定       | 備考 |
| ------------------------------------------ | ------------ | ------------------ | ---------------------- | ---------------------------------------- | --------------------------------- | -------------------------- | ---------------------------------------- | ---------------- | --- |
| 竹林七賢・商山四皓図屏風                   | 紙本墨画     | 六曲一双           |                        | 聖衆来迎寺                               |                                   | 款記「狩野源四郎十一歳筆」 |                                          |                  | 安信11歳作。安信の現存最古の作品。 |
| 正宗院・松東院・清浄院像                   | 絹本著色     | 3幅対              | 90.1x37.5              | 松浦史料博物館                           | 1635年9月14日（寛永12年8月3日）賛 | 無                         | 「右京安信」朱文方印・印文不明円印       |                  | 江月宗玩賛。正宗院こと松浦隆信を中幅、隆信の母・松東院を右幅、隆信の妹（二女）コト（?-1631）を左幅にした3幅対。                                                               |
| 大野忠廣夫妻像                             | 絹本著色     | 双幅               | 79.8x34.6              | 個人                                     | 1636年7月5日（寛永13年6月3日）賛  | 無                         | 「右京安信」朱文方印                     |                  | 江月宗玩賛。平戸松浦氏の親族大野（松浦）忠廣を右幅、忠廣の妻で上述の清浄院を左幅にした対幅。6月3日は清浄院の5年目の命日にあたり、追善供養のための制作か。                     |
| 金山図・育王山図                           | 紙本墨画淡彩 | 対幅               | 85.0x104.6・84.3x104.3 | 佛通寺                                   | 1640年（寛永17年）                | 共に「狩野右京進安信筆」   |                                          |                  | 安信は広島藩の御用も勤め、藩主の命令で藩内の寺社所蔵の名品を模写している。本作はその一つで、原図は共に雪舟とされ、近世初期まで寺に伝わっていたとみられる。                    |
| 江月宗玩画像                               |              | 1幅                |                        | 龍光院                                   | 1641年（寛永18年）                |                            |                                          |                  | 江月自賛。円相図 |
| 三十六歌仙図額                             | 板地著色     | 36面のうち12面     | 各51.7x35.5            | 世良田東照宮                             | 1643-44年（寛永末年）頃           | 款記「狩野源四郎筆」       |                                          |                  | 狩野長信が10面（2面は後補）、狩野元俊が12面担当した合作。左一・柿本人麻呂から左十二・源宗于まで担当。世良田東照宮は寛永21年（1644年）に遷宮式を行っているのでその頃の制作か。 |
| 山水・竹雀図襖                             |              |                    |                        | 普門寺                                   | 1645年（正保2年）頃               | 款記「狩野安信筆」         | 「狩野」朱文方印                         |                  | 欠損部は直原玉青筆 |
| 猿猴図                                     |              | 3幅対のうち1幅     |                        | 相国寺                                   | 1645年（正保2年）                 |                            |                                          |                  | 探幽・尚信との合作。 |
| 三十六歌仙図額                             |              | 36面のうち12面     |                        | 金刀比羅宮                               | 1648年（慶安元年）                |                            |                                          |                  | 探幽・尚信との合作。右七・中納言朝忠から右十八・中務まで担当。東照大権現三十三回神忌に松平頼重より奉納                                                                        |
| 三十六歌仙図額                             |              | 36面のうち12面     |                        | 白峯寺                                   | 1648年（慶安元年）                |                            |                                          |                  | 探幽・尚信との合作。左七・中納言兼輔から左十八・平兼盛まで担当。同じく松平頼重が奉納                                                                                          |
| 武州州学十二景図巻                         |              |                    |                        | 江戸東京博物館                           | 1648年（慶安元年）                |                            |                                          |                  | 探幽・尚信・益信との合作で林羅山の跋文付。各々が4図を担当 |
| 釈迦四面像 逗子扉絵                        |              |                    |                        | 安養院                                   | 1649年（慶安2年）                 | 款記「安信筆」             |                                          |                  | |
| 四季耕作図屏風                             | 紙本墨画淡彩 | 六曲一双           | 各164.5x360.4          | 個人                                     |                                   | 款記「安信筆」             |                                          |                  | 早期の作 |
| 富士図屏風                                 | 紙本墨画     | 六曲一双           | 各150.6x357.0          | 聖衆来迎寺                               |                                   | 款記「安信筆」             | 「狩野」朱文方印                         |                  | 安信30代の作と推定 |
| 柳に野鳥図屏風                             | 紙本墨画     | 六曲一双           | 各148.3x345.0          | 大倉集古館                               |                                   | 款記「安信筆」             | 「狩野」朱文方印                         |                  | 安信30代の作と推定 |
| 猿曳き・酔舞図屏風                         | 紙本墨画淡彩 | 六曲一双           | 各153.0x358.4          | 静岡県立美術館                           |                                   | 款記「安信筆」             | 「狩野」朱文方印                         |                  | 外部リンク |
| Monkey Trainers and Scenes of Chinese Life | 紙本墨画淡彩 | 六曲一双           | 156.0x358.0（各）      | シカゴ美術館                             |                                   |                            |                                          |                  | 外部リンク |
| 若衆舞踊図                                 | 絹本著色     | 1幅                | 31.0x54.9              | 愛知県美術館（木村定三コレクション）     |                                   | 款記「安信筆」             |                                          |                  | 花園即休賛。安信の風俗画的な作品として現在唯一知られている作品。 |
| 源平合戦絵巻                               | 紙本金地著色 | 六曲一双           |                        | 晴明会館                                 | 1654年（承応3年）頃               |                            |                                          |                  | 外部リンク |
| 妙心寺玉鳳院障壁画                         | 紙本墨画     |                    |                        | 玉鳳院                                   | 1656年（明暦2年）                 | 無                         | 無                                       |                  | 益信との合作。安信は秋草の間・山水の間・龍の間、益信は花鳥の間を担当 |
| 江雪宗立画像                               |              | 1幅                |                        | 龍光院                                   | 1659年（万治2年）                 |                            |                                          |                  | 江雪自賛 |
| 酒井忠勝肖像画                             | 絹本着色     | 1幅                | 127.0x57.0             | 個人蔵（小浜市図書館寄託）               | 1660年（万治3年）                 |                            |                                          | 小浜市指定文化財 | 隠元隆琦賛。外部リンク |
| 太田備牧駒籠別荘八景十境詩画巻             | 絹本墨画     | 詩巻1巻 画巻1巻    | 32.7x1066.9            | 文京ふるさと歴史館                       | 1661年（寛文元年）9月             | 款記「狩野牧心斎安信圖之」 | 「牧心斎主人」白文方印、「安信」朱文方印 |                  | 太田家伝来。浜松藩主・太田資宗の駒込にあった別荘の茶亭から眺めた景色を八景、別荘内の勝景を十境として賞翫した巻物。詩は林鵞峰の作、詩の筆者は林梅洞（鵞峰長男）の筆。          |
| 平敦盛像                                   |              | 絵馬1面            |                        | 須磨寺                                   | 1661年（寛文元年）12月            | 款記「牧心斎筆」           |                                          |                  | 提宗慧全賛。鳥取藩家老・荒尾嵩就（荒尾成利弟）奉納 |
| 十六羅漢図                                 | 絹本著色     | 16幅               | 各128.5x45.4           | 萬福寺                                   | 1662年（寛文2年）                 | 款記「牧心斎筆」           |                                          |                  | 隠元隆琦賛。二本松藩主丹羽光重が寄進。 |
| 三十六歌仙画帖                             | 絹本着色     | 1帖36図のうち4図   | 各25.1x21.5            | チェスター・ビーティ・ライブラリー       | 1662年（寛文2年）以降             | 款記「法眼永真筆」         | 「安」朱文方印                           |                  | 時信との合作。4図を担当 |
| 竹虎図屏風                                 | 紙本著色     | 額装2面            | 各146.8x270.0          | 福岡市美術館                             |                                   | 款記「牧心斎筆」           |                                          |                  | 福岡藩黒田家伝来。元は襖絵。安信と黒田家の関係は深く、3代藩主黒田光之は安信と会食し、4代藩主黒田綱政は安信から絵の指南を受けた。                                              |
| 徳川家康像                                 | 絹本著色     | 1幅                | 106.1x54.3             | 日光東照宮宝物館                         |                                   | 款記「牧心斎筆」           |                                          |                  | |
| 板倉重宗画像                               | 絹本著色     | 1幅                | 123.1x49.6             | 長円寺                                   | 1663年（寛文3年）頃               | 款記「法眼永真筆」         | 「牧心斎主人」白文円印                   |                  | 松雲院（刈谷市）には本図の模写がある。 |
| 百人一首画帖                               | 紙本着色     | 1帖100図のうち25図 | 各25.0x21.0            | 松井文庫                                 | 17世紀後半                        |                            |                                          |                  | 時信・益信・常信との合作。25図を担当 |
| 百人一首画帖                               | 絹本着色     | 1帖100図のうち20図 | 各31.2x27.3            | 個人蔵（仙台伊達家旧蔵）                 | 17世紀後半                        |                            |                                          |                  | 探幽・益信・常信との合作。20図を担当 |
| 村松山内善禅寺募縁起絵巻                   | 紙本着色     | 巻子2巻            |                        | 島根県立古代出雲歴史博物館               | 1666年（寛文6年）                 |                            |                                          |                  | 絵14段、詞書13段。詞書の作者・筆者は不明。松江藩家老・村松内膳直賢が建てた内善寺（現存せず）の創建を主題とする絵巻。各段の様式・図様の違いが大きい。                          |
| 黒田長興画像                               | 絹本着色     | 1幅                |                        | 財団法人秋月郷土館                       | 1667年（寛文7年）8月              | 款記「法眼永真筆」         |                                          |                  | 無隠賛 |
| 羅生門図絵馬                               | 板絵著色     | 絵馬1面            | 47x72                  | 蒲郡市・大宮神社                         | 1668年（寛文8年）                 | 款記「法眼永真筆」         |                                          | 蒲郡市指定文化財 | 奉納者は三河吉田藩主・松平家清の弟・清定の孫の松平清行。 |
| 伯牙子期図絵馬                             | 板絵著色     | 絵馬1面            | 47x79                  | 蒲郡市・八百富神社                       | 1668年（寛文8年）                 |                            |                                          | 蒲郡市指定文化財 | 奉納者は上記と同様に松平清行。 |
| 牡丹獅子図                                 |              |                    |                        | 蒲郡市・天桂院                           |                                   |                            |                                          |                  | |
| 竹林七賢図・四愛図                         | 紙本墨画     | 襖4面・8面         |                        | 玉林院                                   | 1669年（寛文9年）                 |                            |                                          |                  | 本堂檀那の間所在。 |
| 三十六歌仙図額                             |              | 36面               |                        | 白鳥神社                                 | 1670年（寛文10年）頃              | 款記「法眼永真筆」         | 「安信」朱文方印                         |                  | 上記と同じく松平頼重が奉納。 |
| 隠元隆琦画像                               |              | 1幅                |                        | 弘福寺                                   | 1673年（寛文13年）以前            |                            |                                          |                  | 隠元自賛 |
| 隠元隆琦画像                               | 絹本著色     | 1幅                | 131.1x48.7             | 浄住寺                                   | 1673年（寛文13年）以前            | 款記「法眼永真筆」         | 「牧心斎」白文円廓内方印                 |                  | 隠元自賛 |
| 雲龍図                                     | 紙本墨画     | 1幅                |                        | 聖福寺                                   | 1673年（寛文13年）頃              | 款記「法眼永真筆」         |                                          |                  | 聖福寺仏殿（大雄宝殿）天井画 |
| 牛馬図                                     | 絹本墨画著色 | 双幅               |                        | 個人                                     | 1673年（寛文13年）頃              | 款記「法眼永真筆」         |                                          |                  | |
| 鉄牛道機像                                 | 絹本著色     | 1幅                | 216.3x110.9            | 大年寺                                   | 1673年-1681年（延宝年間）         | 款記「法眼永真熏沐百拝画」 | 「藤原安信」朱文重郭方印                 |                  | 覚天元朗による後賛。216.3x110.9cmの大幅。主は鉄牛道機とされるが、讃などから唐代の禅僧・徳山宣鑑だと考えられる。                                                               |
| 伊達政宗画像                               | 絹本着色     | 1幅                | 145.5x116.5            | 仙台市博物館                             | 1676年（延宝4年）頃               |                            |                                          | 仙台市指定文化財 | 酒井伯元賛「馬上少年過 世平白髪多 残躯天所赦 不楽是如何」 |
| 伊達忠宗画像                               |              | 1幅                | 146.6x116.7            | 仙台市博物館                             |                                   |                            |                                          |                  | |
| 三十六歌仙図扁額                           |              | 36面               |                        | 宗像大社                                 | 1680年（延宝8年）                 |                            |                                          |                  | 持明院基時書。黒田光之が辺津宮内陣奉納。 |
| 蘭亭曲水図屏風                             | 紙本墨画淡彩 | 六曲一双           | 各163.3x383.2          | 栃木県立博物館                           |                                   | 款記「法眼永真筆」         | 「牧心斎」白文方印                       |                  | |
| 松竹に群鶴図屏風                           | 紙本金地着彩 | 六曲一双           | 各151.8x346.8          | 出光美術館                               |                                   | 款記「法眼永真筆」         |                                          |                  | |
| 秋草に鹿図屏風                             | 紙本金地着色 | 六曲一隻           |                        | 仙台市博物館                             |                                   | 款記「法眼永真筆」         |                                          |                  | |
| 英中玄賢像                                 | 紙本墨画     | 1幅                | 145.3x77.4             | 光雲寺                                   |                                   | 款記「法眼永真筆」         |                                          |                  | |
| 金澤名所図巻                               | 絹本淡彩     | 1巻                | 23.9x533.5             | 高徳院                                   |                                   | 款記「法眼永真筆」         | 「安信」朱文方印                         |                  | |
| 竹虎図屏風                                 | 紙本金地著色 | 六曲一双           | 各222.2x515.6          | 浄福寺（奈良県、福井県立美術館寄託）     |                                   | 款記「法眼永真筆」         | 「藤原安信」朱文重郭方印                 |                  | 福井藩松平家伝来。一隻あたり、縦222.2cm横515.6cmという近世の屏風絵としては最大級の大きさの上に、総金地という豪華な屏風。                                                      |
| 竹林七賢・李白観爆図屏風                   |              | 六曲一双           |                        | 三時知恩寺                               |                                   |                            |                                          |                  | |
| 松竹梅図屏風                               | 紙本著色     | 六曲一双           |                        | 個人（八幡市立松花堂昭乗美術館寄託）     |                                   |                            |                                          |                  | |
| 源氏物語 明石・絵合図屏風                  | 紙本著色     | 六曲一双           | 各161.0x376.0          | 個人                                     |                                   | 款記「法眼永真筆」         |                                          |                  | |
| 瀟湘八景図巻                               | 絹本墨画     | 巻子1巻            |                        | 聖衆来迎寺                               |                                   |                            |                                          |                  | |
| 松鷹図                                     |              | 絵馬1面            |                        | 櫛引八幡宮                               |                                   |                            |                                          |                  | |
| 富士三保松原図                             | 紙本墨画     | 1幅                | 39.9x102.3             | 茨城県立歴史館（一橋徳川家コレクション） |                                   |                            |                                          |                  | 伝雪舟筆「富士清見寺図」（永青文庫蔵）の模写。 |

## 子女
狩野長信の娘との間に1男2女を儲けた。
- 長女（生没年不詳） - 狩野益信室
- 狩野時信（1642年 - 1678年） - 長男、父に先立って死去。狩野主信の父
- 次女（生没年不詳） - 狩野常信室

他に次男狩野親信（? - 1673年）がいる。